# Бела (Новгородская область)
Бела — деревня в Старорусском муниципальном районе Новгородской области, с весны 2010 года относится к Великосельскому сельскому поселению. На 1 января 2011 года постоянное население деревни — 25 жителей, число хозяйств — 12.
Деревня расположена на левом берегу реки Белка притоке Холыньи, близ деревни Иловец в трёх километрах к востоку от деревни Большие Боры.

## Население
| 2010 | 2011 | 2012 | 2013 |
| ---- | ---- | ---- | ---- |
| 29   | ↘25  | ↘18  | ↘16  |

## История
О раннем заселении здешних мест свидетельствует сопка VIII—X вв, в 100 м юго-восточнее деревни, на левом берегу реки Белки. В Старорусском районе деревня до муниципальной реформы была подчинена Дретенскоому сельсовету. До весны 2010 года входила в ныне упразднённое Большеборское сельское поселение.

## Транспорт
В деревню есть автодорога из деревни Большие Боры. Ближайшая железнодорожная станция расположена в Тулебле.